# Al Jawf (stad)
Al Jawf is een stad in Saoedi-Arabië en is de hoofdplaats van de provincie Al Jawf.
Bij de volkstelling van 2004 telde Al Jawf 26.179 inwoners.